# エドヴァルド・グリーグ国際ピアノコンクール
エドヴァルド・グリーグ国際ピアノコンクール (International Edvard Grieg Piano Competition) はノルウェーのベルゲンで行われている国際ピアノコンクール。かつてはオスロで行われていた。

## 概要
2005年にAAFへ加盟。WFIMCには2017年に加盟した。年齢制限が比較的ゆるく、17歳から35歳まで出場できる。
グリーグのピアノ協奏曲やヴァイオリンソナタの伴奏が必修である点を除けば、大してよそのコンクールと変わらない印象を受けるが、近年ルールは大幅に改訂された。委嘱作品の演奏は必修ではなくなっている点が珍しい。2022年の要項には、ハラール・セーヴェルーのピアノ協奏曲が選択リストに現れたことで話題となったが、本選にこれを選んだファイナリストはいなかった。
ポリコレの影響を受け、審査委員長を毎回変える国際コンクールが多い中、このグリーグ国際はグリーグピアノ独奏作品全集を完成させたEinar Steen-Nøklebergが審査委員長を務め続けている。

## 近年の優勝者(抜粋)
- 2000Eugene Mursky
- 2001Nana Mamajeva
- 2002Luiza Borac
- 2003Jae-Won Cheung
- 2004Hinrich Alpers, Tatiana Kolesova, 坂本真由美 (ex-aequo)
- 2005Mi-Jung Park
- 2006Hong-Bo Qua
- 2007Kristian Lindberg
- 2008Georgy Gromov
- 2009Annika Treutler
- 2010Ivan Lin
- 2012Sasha Grynyk
- 2014Joachim Carr
- 2016Ah Ruem Ahn
- 2018髙木竜馬
- 2022石井楓子[2]